# 生麦駅
生麦駅（なまむぎえき）は、神奈川県横浜市鶴見区生麦三丁目にある、京浜急行電鉄（京急）本線の駅である。駅番号はKK31。下りのみ待避可能駅で、普通が優等種別の通過待ちを行う。

## 歴史
- 1905年（明治38年）12月24日 - 神奈川県橘樹郡生見尾村大字生麦字柳町に開業。
- 1967年（昭和42年）11月 - 橋上駅となる。
- 1991年（平成3年） - 待避線の設置工事着手。
- 1994年（平成6年）4月25日 - 下り待避線を供用開始[1][2]。
- 1999年（平成11年）7月31日 - ダイヤ改正により、普通のみの停車駅となる。
- 2009年（平成21年）8月1日 - 接近メロディを導入。「若いってすばらしい」が採用される。
- 2012年（平成24年）3月30日 - 接近メロディを「ニューヨーク・ニューヨーク」に変更する。
- 2019年（令和元年）7月8日 - 京急グループ120周年記念事業の一環としてアニメ放送20周年を迎えるワンピースと京浜急行電鉄とのコラボが実施され、同年9月16日までの期間限定で当駅名看板が生麦わらの一味駅に変わる[3]。
- 2024年（令和6年）9月28日 - 始発より当駅2番線、3番線のホームドアの運用を開始[4]。

## 駅構造
単式ホーム1面1線と島式ホーム1面2線（2面3線）を有する橋上駅。上り線は1線のみで、下り線は待避可能な2線構造である。元々は待避線を持たなかった駅であるが、隣接する並行路線による用地の関係で以下のような配線になった。2・3番線のホーム有効長はかつて急行停車駅であったことから8両編成分確保していたが、現行ダイヤでは急行通過駅となり、かつ2024年7月に2・3番線へ6両編成対応のホームドアが整備され、それに伴い品川寄りに固定柵を整備した関係で、立ち入れなくなっている。
待避線建設に際し、既存上り線を下り待避線に転用した。新設した上り線は快特が減速せずに通過できるよう、半径2000mの緩いカーブを介してホームを通している。また、1番線ホームは横浜方に、2・3番線ホームは品川方にずらして設置され、下り本線（1番線）と下り待避線（2番線）が合流する分岐器は1番線ホームの中程横浜寄りに設置されている。このため、2番線を発車した電車は1番線を通って本線へと戻る構造で、分岐器やホーム設置面積の有効な活用などが特によく現れている点である。
上り線移設に際してホームからの列車接近の見通しが悪くなったため、列車接近時は上り本線軌道敷脇に設置されている接近警報機のランプが点灯し、踏切警報音が鳴る。
改札口前に、下り線に先発と次発、上り線に先発のみの発車時刻と発車番線を表示する発車標が、運行情報表示装置と共に設置されている。
エレベーターとエスカレーターは、改札内にコンコースとホームを、改札外にコンコースと東口を結んでいる。なお、改札外のエレベーターは途中1番線ホームを経由するが、こちらは1番線ホームに列車が停車する時間帯のみ停止し、併せてエレベーター専用改札口も設置されている。トイレは改札内コンコースの中央にあり、多機能トイレを併設している。
品川方浦賀方

### のりば
| 番線 | 路線 | 方向 | 行先                    |
| ---- | ---- | ---- | ----------------------- |
| 1・2 | 本線 | 下り | 横浜・三浦海岸方面      |
| 3    | 本線 | 上り | 羽田空港方面 / 品川方面 |

かつては急行停車駅だったが、1999年7月31日のダイヤ改正で急行運転区間が変更されたため、普通のみの停車駅となった。なお、京急蒲田～逗子・葉山間における急行の運転は復活しているが現在の急行は停車しない。
当初は基本的に待避しない下り列車は1番線から、待避する下り列車は2番線に入線していたが、2010年5月17日に実施されたダイヤ改正以降、1番線に入線する列車は平日の始発から10時16分発までに限定され、同時刻以降の下り列車および休日の下り全列車は待避の有無に関わらず2番線に入線するようになった。1番線に停車列車の発着がない時間帯は、同ホームおよびエレベーター乗り場と専用改札口は閉鎖されるようになっていた。
2017年10月末以降はすべての下り列車が2番線に停車するようになったため、1番線ホームは終日閉鎖されている。

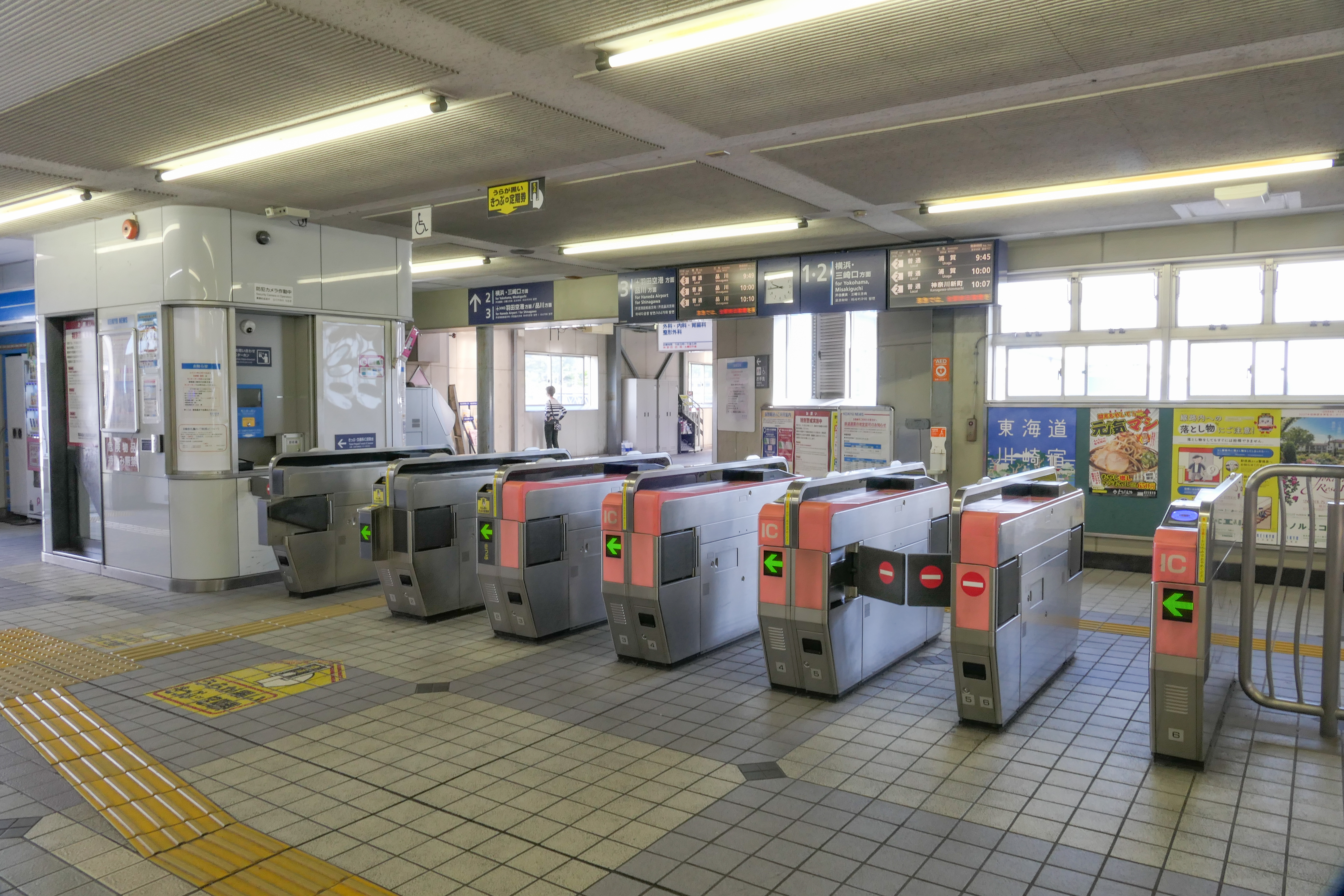
改札口（2023年5月）
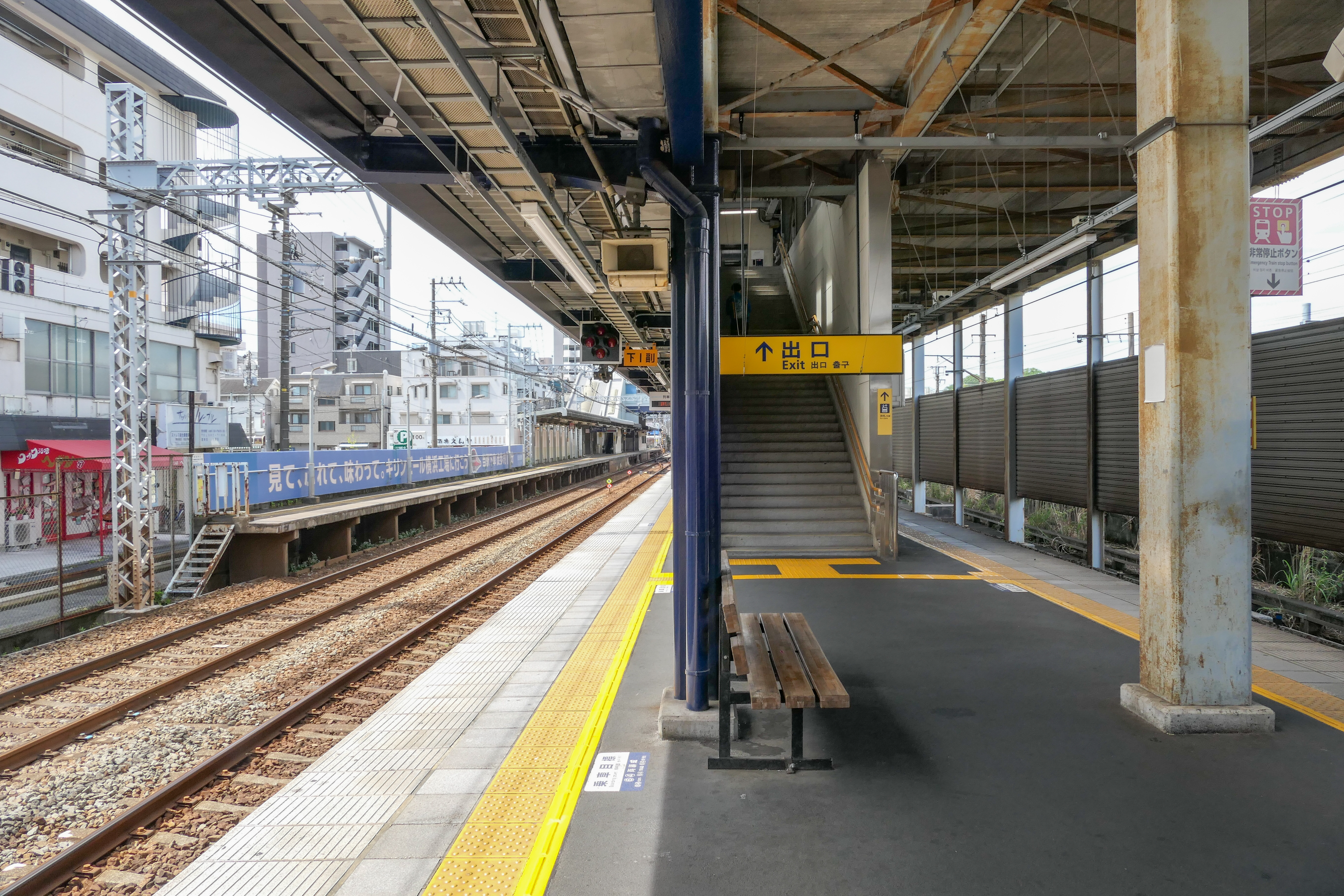
構内。左側は1番線（2023年5月）

### 接近メロディ
キリンビール横浜工場の最寄り駅であることから、同社の主力商品である「キリン・一番搾り」のCMソングとして使用されていた楽曲を接近メロディとして使用している。2009年8月1日から2012年3月末までは槇みちるの「若いってすばらしい」、2012年4月以降は「ニューヨーク・ニューヨーク」をアレンジしたものを使用している。
メロディはいずれもスイッチの制作で、編曲は塩塚博が手掛けた。なお、いずれの曲も下りホームと上りホームで同じ部分のアレンジだが、音色が異なっている。

## 利用状況
横浜市統計書によると2023年度の1日平均乗降人員は27,360人（乗車人員：13,783人、降車人員：13,577人）である。
京浜急行電鉄によると、2024年度の1日平均乗降人員は28,687人であり、京急線全72駅中20位。
近年の1日平均乗降人員と乗車人員の推移は下表の通り。
| 年度               | 1日平均 乗降人員 | 1日平均 乗車人員 | 出典       |
| ------------------ | ---------------- | ---------------- | ---------- |
| 1980年（昭和55年） |                  | 16,838           |            |
| 1981年（昭和56年） |                  | 16,611           |            |
| 1982年（昭和57年） |                  | 15,745           |            |
| 1983年（昭和58年） |                  | 15,596           |            |
| 1984年（昭和59年） |                  | 15,658           |            |
| 1985年（昭和60年） |                  | 15,844           |            |
| 1986年（昭和61年） |                  | 15,685           |            |
| 1987年（昭和62年） |                  | 15,538           |            |
| 1988年（昭和63年） |                  | 15,792           |            |
| 1989年（平成元年） |                  | 16,134           |            |
| 1990年（平成02年） |                  | 16,827           |            |
| 1991年（平成03年） |                  | 17,273           |            |
| 1992年（平成04年） |                  | 17,036           |            |
| 1993年（平成05年） |                  | 16,605           |            |
| 1994年（平成06年） |                  | 16,321           |            |
| 1995年（平成07年） |                  | 15,849           | [ * 1 ]    |
| 1996年（平成08年） |                  | 14,822           |            |
| 1997年（平成09年） |                  | 14,256           |            |
| 1998年（平成10年） |                  | 14,116           | [ * 2 ]    |
| 1999年（平成11年） |                  | 13,705           | [ * 3 ]    |
| 2000年（平成12年） | 27,458           | 13,572           | [ * 3 ]    |
| 2001年（平成13年） | 27,625           | 13,688           | [ * 4 ]    |
| 2002年（平成14年） | 27,430           | 13,610           | [ * 5 ]    |
| 2003年（平成15年） | 27,739           | 13,789           | [ * 6 ]    |
| 2004年（平成16年） | 28,234           | 14,058           | [ * 7 ]    |
| 2005年（平成17年） | 28,757           | 14,404           | [ * 8 ]    |
| 2006年（平成18年） | 29,061           | 14,403           | [ * 9 ]    |
| 2007年（平成19年） | 29,274           | 14,534           | [ * 10 ]   |
| 2008年（平成20年） | 28,173           | 14,079           | [ * 11 ]   |
| 2009年（平成21年） | 27,187           | 13,582           | [ * 12 ]   |
| 2010年（平成22年） | 27,216           | 13,590           | [ * 13 ]   |
| 2011年（平成23年） | 27,194           | 13,537           | [ * 14 ]   |
| 2012年（平成24年） | 27,642           | 13,798           | [ * 15 ]   |
| 2013年（平成25年） | 27,998           | 13,972           | [ * 16 ]   |
| 2014年（平成26年） | 27,752           | 13,852           | [ * 17 ]   |
| 2015年（平成27年） | 28,313           | 14,126           | [ * 18 ]   |
| 2016年（平成28年） | 28,872           | 14,428           | [ * 19 ]   |
| 2017年（平成29年） | 29,679           | 14,837           | [ * 20 ]   |
| 2018年（平成30年） | 29,882           | 14,930           | [ * 21 ]   |
| 2019年（令和元年） | 29,910           | 14,922           | [ * 22 ]   |
| 2020年（令和02年） | 22,450           |                  | [ 京急 2 ] |
| 2021年（令和03年） | 23,896           |                  | [ 京急 3 ] |
| 2022年（令和04年） | 26,126           |                  |            |
| 2023年（令和05年） | 27,651           |                  |            |
| 2024年（令和06年） | 28,687           |                  |            |

## 駅周辺
- 横浜商科大学 つるみキャンパス
- 法政大学国際高等学校
- 横浜市立岸谷小学校
- 横浜市立生麦小学校
- 横浜市立生麦中学校
- 横浜岸谷郵便局
- 横浜生麦郵便局
- 横浜市営バス鶴見営業所
- 国道15号
- 首都高速神奈川1号横羽線 生麦出入口・生麦ジャンクション
- キリンビール 横浜工場

### バス路線
山側徒歩3分の「安養寺前」、海側徒歩5分の「京急生麦駅前」および「明神前」が最寄り停留所となっている。

#### 安養寺前
| 乗り場 | 系統   | 経由地                               | 行先           | 運行事業者 | 備考                                     |
| ------ | ------ | ------------------------------------ | -------------- | ---------- | ---------------------------------------- |
| 1      | 38・41 | 総持寺前                             | 鶴見駅西口     | ■横浜市営  | 東高校方面から                           |
| 2      | 38     | 東高校・六角橋                       | 横浜駅西口     | ■横浜市営  |                                          |
| 2      | 38     | 東高校・六角橋                       | 東神奈川駅西口 | ■横浜市営  | 朝のみ運行                               |
| 2      | 38     | 荒立・白幡                           | 鶴見駅西口     | ■横浜市営  | 午前は荒立先回り、午後は白幡先回りで運行 |
| 2      | 41     | 東高校・菊名駅前・大倉山駅前・新羽駅 | 川向町折返場   | ■横浜市営  | 深夜バスあり                             |
| 2      | 41     | 東高校・菊名駅前                     | 新横浜駅       | ■横浜市営  |                                          |
| 2      | 41     | 東高校・菊名駅前                     | 港北車庫前     | ■横浜市営  | 深夜バスあり                             |
| 3      | 84     | 総持寺前                             | 鶴見駅西口     | ■横浜市営  | 新子安方面から                           |
| 4      | 84     | 新子安駅西口                         | 東神奈川駅西口 | ■横浜市営  |                                          |

#### 京急生麦駅前
| 乗り場 | 系統        | 経由地             | 行先       | 運行事業者 | 備考       |
| ------ | ----------- | ------------------ | ---------- | ---------- | ---------- |
| 1      | 18・19・181 |                    | 生麦       | ■横浜市営  |            |
| 1      | 19          | 滝坂・新子安駅西口 | 新子安駅前 | ■横浜市営  | 朝のみ運行 |

鶴見駅・宝町・大黒ふ頭方面のバス停は設置されていないため、これらの方面へ向かう場合、明神前停留所を利用する。

#### 明神前
| 乗り場 | 系統    | 経由地                                     | 行先                 | 運行事業者 | 備考                   |
| ------ | ------- | ------------------------------------------ | -------------------- | ---------- | ---------------------- |
| 1      | 19・181 | 京急生麦駅前                               | 生麦                 | ■横浜市営  |                        |
| 1      | 19      | 京急生麦駅前・滝坂・新子安駅西口           | 新子安駅前           | ■横浜市営  | 朝のみ運行             |
| 2      | 17・181 | 国道駅前                                   | 鶴見駅前             | ■横浜市営  |                        |
| 2      | 18      | 国道駅前・鶴見駅前・鶴見区役所前           | 矢向駅前             | ■横浜市営  | 朝のみ運行             |
| 3      | 17      | 大黒ふ頭・L8バース                         | 急行 鶴見駅前        | ■横浜市営  | 平日朝夕のみ運行       |
| 3      | 17      | 大黒ふ頭・L8バース・流通センター           | 急行 鶴見駅前        | ■横浜市営  | 土曜朝夕のみ運行       |
| 3      | 17      | 大黒ふ頭・流通センター                     | 急行 鶴見駅前        | ■横浜市営  | 平日朝夕のみ運行       |
| 3      | 17      | 大黒大橋・大黒ふ頭・L8バース・流通センター | 鶴見駅前             | ■横浜市営  | 平日・土曜日中のみ運行 |
| 3      | 17      | 大黒大橋・大黒ふ頭・流通センター           | 鶴見駅前             | ■横浜市営  | 日曜運行               |
| 4      | 19      | 宝町・新子安駅西口                         | 新子安駅前           | ■横浜市営  |                        |
| 4      | 181     | 大黒大橋                                   | 横浜さとうのふるさと | ■横浜市営  |                        |

### 生見尾踏切
生麦駅に隣接する生見尾（うみお）踏切は、京急線のほか、JR東海道本線、横須賀線、京浜東北線などが通過する大踏切で、途中に中州がある特異な構造になっている。いわゆる開かずの踏切の代表的な例と言え、現在、午前7 - 9時、午後4 - 7時は車両通行禁止である。なお、生見尾はこの地域の旧村名で、明治期の合併前にあった生麦村・鶴見村・東寺尾村から取った各文字に由来する。
当該踏切について、踏切の廃止に賛成と反対のそれぞれの意見があったため、抜本的な対策が進んでいなかった。暫定的な対策として、生見尾跨線人道橋の北側にエレベーターを設置する工事を実施することになった。工事期間は2021年1月から7月までを予定している。2024年9月29日には歩きスマホをしていた在日ベトナム人男性が待避場所を見誤り、東海道線上り列車に撥ねられ死亡する事故が発生したため、同年10月4日に横浜市長の山中竹春は廃止する方針を表明したが、地元の自治会連合会長によると、地元住民からは生活への影響が大きいことや津波発生時に臨海部からの避難に支障が出る事などから、存続を求める声が出ているという。

## 隣の駅
京浜急行電鉄
 本線
■快特・■特急・■急行
通過
■普通
花月総持寺駅 (KK30) - 生麦駅 (KK31) - 京急新子安駅 (KK32)